# رين سوارت
رين سوارت (بالإنجليزية: Reine Swart)‏ هي مُمثلة ومُنتجة جنوب أفريقية.

## روابط خارجية
رين سوارت على موقع IMDb (الإنجليزية)
- رين سوارت على موقع قاعدة بيانات الفيلم (الإنجليزية)